# Caproni Ca.90
Le Caproni Ca.90 était un prototype de bombardier lourd italien conçu et construit par Caproni. Quand il effectua son premier vol en 1929, il était le plus grand avion du monde et fut presque certainement le plus grand biplan jamais construit.

## Conception et développement
Le Ca.90 était un avion sesquiplan inversé. Il était équipé de 6 moteurs Isotta Fraschini Asso 1000 W-18 de 1 000 ch.
Conçu pour emporter une charge d'environ 14 970 kg de bombes et doté de sept mitrailleuses pour assurer sa défense, il correspondait étroitement au type de "cuirassé aérien" envisagé par le controversé stratège militaire italien Giulio Douhet. Celui-ci avait imaginé l'attaque de villes par des flottes de bombardiers qui auraient créé une telle terreur que la seule solution pour les ennemis aurait été de se rendre.
Les 6 énormes moteurs — les plus puissants au monde à l'époque — étaient répartis en trois couples sur chaque ailes inférieures et un au centre sous l'aile supérieure, les 3 moteurs avant entraînant des hélices massives bipales tractives, les 3 moteurs arrière entraînant des hélices quadripales propulsives (configuration push-pull).
Le Ca.90 avait une aile supérieure de moindre envergure que celle inférieure, une curieuse formule presque exclusivement développée par la compagnie Caproni. Sa cellule construite en bois et métal comportait des parties entoilées.
Les six moteurs Isotta-Fraschini Asso (18 cylindres inversés en W à refroidissement liquide) de 57,3 litres de cylindrée étaient montés dans des nacelles situées en triangle près du fuselage.
Le train principal fixe était doté d'une paire de très grandes roues de chaque côté. L'équipage comprenait sept ou huit membres et les pilotes disposaient d'un habitacle fermé.
Le bombardier se révéla effectivement très puissant puisque fin février 1930 il détenait six records d'altitude et de charge emportée avec une montée à 3 250 m emportant une charge d'environ 9 980 kg.
L'unique exemplaire construit fut mis en service dans le 62e Squadriglia Sperimentale Bombardamento Pesante (Escadron expérimental de bombardement lourd), mais les forces aériennes italiennes préférèrent des bombardiers de taille inférieure - en particulier le Caproni Ca.36 - et le Ca.90 en resta au stade de prototype.
Alors que l'hydravion allemand Dornier Do X qui vola à la fin de 1929 avait une envergure et un poids plus important, le Caproni Ca.90 resta le plus grand avion terrestre jusqu'à l'arrivée du Tupolev ANT-20 russe en 1934.

### Avions comparables
- Beardmore Inflexible
- Tupolev ANT-20 « Maxime Gorki »
- Dornier Do X